# European Theatre Convention

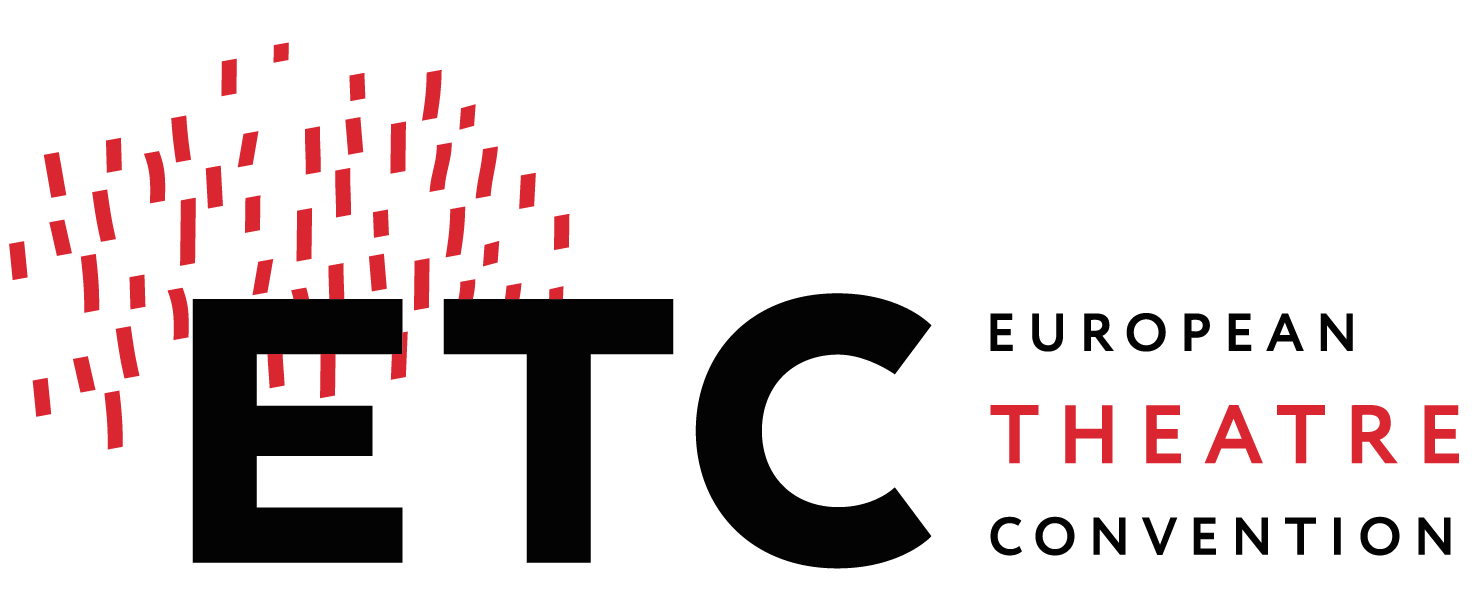

Die European Theatre Convention (ETC) ist eine 1988 gegründete europäische Theatervereinigung mit Sitz in Berlin.
Die ETC wird durch das Creative Europe Programm der Europäischen Union gefördert. Als Netzwerk öffentlicher Theater in Europa hat sie 36 Mitgliedstheater und 2 Ehrenmitglieder (Stand: Januar 2020). Die ETC organisiert Projekte, die das europäische Theater als Plattform für Dialog, Demokratie und Interaktion fördern und bietet die Möglichkeit internationaler Vernetzung von Theaterschaffenden. 

## Projekte
Das vierjährige Programm „ENGAGE – Empowering today’s audience through challenging theatre“ der ETC legt Schwerpunkte auf die Themen partizipatorisches Theater, Jugendtheater und Theater im digitalen Zeitalter. Außerdem organisiert die ETC jedes Jahr Konferenzen zu pluralen Themen für Theaterschaffende und bietet finanzielle und organisatorische Unterstützung für einen internationalen künstlerischen Austausch. 
Ein Projekt ist die künstlerische Kooperation Young Europe, in dem ETC-Mitgliedsbühnen neue Theatertexte zum Thema Identität und Integration für ein junges und internationales Publikum inszenieren. Young Europe wurde 2015 als „europäische Success Story“ durch die EU anerkannt. Weiterhin sei das von der Kulturstiftung des Bundes geförderte Projekt Nadia genannt, ein internationales Theaterprojekt, in dem mit künstlerischen Mitteln und im Austausch mit Jugendlichen den Gründen der Radikalisierung junger Menschen in Europa nachgegangen wurde. 
Zwischen 2016 und 2018 forschte die ETC mit dem Projekt „European Theatre Lab: Drama goes digital“ zur Zukunft des Theaters im digitalen Zeitalter und gewann damit die Pearle Auszeichnung "Spotlight on Heritage in Culture and the Arts". Ein weiteres Projekt der ETC war „The Art of Ageing“ in dem die Herausforderungen einer sich demografisch verändernden Gesellschaft in vier Inszenierungen beleuchtet wurde.

## Mitgliedstheater (Stand 1/2020)
- Albanien: National Theatre of Albania (Tirana)
- Belgien: Théâtre de Liège
- Bulgarien: Theatre and Music Centre Kardjali (Kardjali)
- Deutschland: Deutsches Theater (Berlin), Staatstheater Braunschweig, Staatsschauspiel Dresden, Theater Dortmund, Theater und Orchester Heidelberg, Badisches Staatstheater Karlsruhe
- Frankreich: CDN Nancy Lorraine, La Manufacture (Nancy)
- Georgien: Kote Marjanishvili State Drama Theatre (Tbilisi), Lepl Kutaisi Lado Meskhishvili Professional State Drama Theatre (Kutaisi)
- Großbritannien: Belarus Free Theatre (London)
- Italien: Fondazione del Teatro Stabile di Torino (Turin), Fondazione Teatro Due (Parma), Teatro Koreja (Lecce)
- Kroatien: Croatian National Theatre (Zagreb)
- Luxemburg: Escher Theater (Esch-sur-Alzette), Les Théâtres de la Ville de Luxembourg - Le Grand Théâtre de Luxembourg (Luxemburg-Stadt)
- Niederlande: De Toneelmakerij (Amsterdam)
- Norwegen: Det Norske Teatret (Oslo)
- Österreich: Landestheater Linz, Schauspielhaus Graz
- Portugal: Teatro Nacional D. Maria II (Lissabon)
- Rumänien: Teatrul National Marin Sorescu (Craiova), Teatrul National Timisoara, "Alexandru Davila" Theatre (Pitești)
- Slowakei: Slovak National Drama Theatre (Bratislava)
- Slowenien: Slovensko Narodno Gledališče Nova Gorica
- Tschechien: Národní divadlo/National Theatre (Prag)
- Ungarn: Pesti Magyar Színház (Budapest), Weöres Sándor Színház (Szombathely)
- Ukraine: Kyiv National Academic Molodyy Theatre (Kiew), Dakh Theatre - Centre of Contemporary Arts (Kiew), TEO Theatrical Space (Odessa)
- Zypern: Cyprus theatre Organisation (Zypern)